# Hedžas (gorovje)
Gorovje Hedžas (arabsko جِبَال ٱلْحِجَاز, latinizirano: Jibāl al-Ḥijāz) ali »pogorje Hedžas« je gorovje v regiji Hedžas na zahodu Saudove Arabija. Gorovje se razteza proti severu in jugu vzdolž vzhodne obale Rdečega morja, zato ga lahko obravnavamo kot del gorovja Midian in del gorovja Saravat na splošno.

## Geografija
Zahodno obalno strmino Arabskega polotoka sestavljata dve gorski verigi, gorovje Hedžas na severu in gorovje Asir južneje, z vrzeljo med njima blizu sredine obale polotoka. Od višine 2100 metrov se doseg zmanjša proti bližini vrzeli približno 600 metrov.
Gorska stena se na zahodni strani strmo spusti proti Rdečemu morju in zapusti ozko obalno ravnico Tihama. Vzhodna pobočja niso tako strma, zato redke padavine pomagajo ustvariti oazo okoli izvirov in vodnjakov nekaj vadijev.

### Reka ali vadi
Za gorovje Hedžas so domnevali kot izvir starodavne reke Pišon, ki je bila opisana kot ena od štirih rek, povezanih z Rajskim vrtom. To je del raziskave Jurisa Zarinsa, ki locira Edenski vrt na severni konici Perzijskega zaliva blizu Kuvajta. Tok zdaj posušene reke, današnje Vadi al-Rummah in njenega podaljška Vadi al-Batin, je identificiral Faruk El-Baz z bostonske univerze in jo poimenoval 'reka Kuvajt'. Ta poteka severovzhodno čez saudsko puščavo v dolžini 970 km in sledi Vadi al-Batinu do obale Perzijskega zaliva. Ocenjuje se, da sta "Pišon" ali "reka Kuvajt" in ekologija regije Hedžas presahnila pred 2500–3000 leti.

## Divje živali
Tu je bil opažen arabski leopard.[3][4] V starih časih so poročali, da je Musa al-Kadhim, Mohamedov potomec, srečal leva v divjini severno od Medine.[7] Pavijane Hamadryas je mogoče videti v bližini naselij, kot sta Al Hada in Al-Šafa blizu Ta'ifa.[8]

## Rudarstvo
Ta regija vključuje okrožje Mahd adh-Dhahab ("zibelka zlata") med Meko in Medino. To je edini znani arabski vir za izvedljive količine zlata.

## Galerija
- Dhu 'Ain na območju Al-Bahah
- Cesta v gorah med Al Bahahom in Al-Mikhwahom
- Romarji, ki molijo na Gori usmiljenja v Arafatu med hadžem (veliko islamsko romanje)
- Džabal al-Nour ("Gora luči") blizu Meke, povezana z Mohamedom
- Gora Uhud na območju Medine
- Strukture, vklesane v skalo v Mada'in Saleh blizu Al-'Ula